# Пантхерс
Пантхерс бугарска је поп-фолк група, основана 1999. године. Групу су чиниле Добромира Тодорова, Анелија Запрјанова (касније замењен са Бори Виденова), Лилјана Вангелова и Елена Стојанова и део хасковачког балет Фрида. Група се распала 2002. године. 

## Дискографија

### Албуми
- (2000)
- (2001)

### Спотови
| Спот | Година | Режисер                        |
| ---- | ------ | ------------------------------ |
|      | 1999   | Николај Скерлев                |
|      | 1999   | Николај Скерлев                |
|      | 1999   | Георги Колев, Петјо Картулев   |
|      | 2000   | Георги Колев, Петјо Картулев   |
|      | 2000   | Георги Колев, Петјо Картулев   |
|      | 2000   | Николај Скерлев                |
|      | 2000   | Георги Колев, Петјо Картулев   |
|      | 2000   | Николај Скерлев                |
|      | 2000   | Георги Колев, Петјо Картулев   |
|      | 2001   | Румен Атанасов, Георги Колев   |
|      | 2001   | Петјо Картулев                 |
|      | 2001   | Николај Скерлев                |
|      | 2001   | Николај Скерлев                |
|      | 2001   | Петјо Картулев                 |
|      | 2002   | Николај Скерлев                |
|      | 2002   | Николај Нанков, Петјо Картулев |

### Тв верзије
| Спот | Година | Албума    |
| ---- | ------ | --------- |
|      | 2000   | Луда кръв |
|      | 2002   | 4+        |